# Tell (film 2014)
Tell è un film d'azione del 2014 diretto da J.M.R. Luna, con Milo Ventimiglia, Katee Sackhoff e Jason Lee.